# Chi Li
Chi Li (en chino, 池莉; pinyin: Chí Lì, Wuhan, provincia de Hubei 1957) escritora china.
Egresó en filología china en la Universidad de Wuhan  y comenzó a editar libros a finales de los años 1980. Su obra es neorrealista y se han usado sus escritos en películas.